# Katsura Tarō
Katsura Tarō (桂 太郎?; Hagi, 4 gennaio 1848 – Tokyo, 10 ottobre 1913) è stato un militare e politico giapponese, partecipò alla prima guerra sino-giapponese e terminata la carriera militare fu primo ministro dell'Impero Giapponese per tre mandati sotto gli Imperatori Meiji e Taishō, nel corso della sua carriera ricoprì anche la carica di ministro degli esteri, ministro della guerra e Governatore generale di Taiwan.

## Biografia

### I primi anni
Katsura nacque in una famiglia di samurai di Hagi, nel dominio di Chōshū (attuale Prefettura di Yamaguchi). Ancora giovane, egli aderì al movimento contro lo shogunato Tokugawa e prese parte alle principali battaglie della Guerra Boshin che portò poi alla Restaurazione Meiji.

### La carriera nell'esercito
Il nuovo governo Meiji considerò che Katsura aveva dato dimostrazioni di grande talento e lo inviò in Germania a studiare strategia militare. Egli prestò servizio quindi come attaché militare all'ambasciata giapponese in Germania nel 1884-1885. Al suo ritorno in Giappone venne promosso maggiore generale. Ricoprì quindi alcuni ruoli chiave nell'amministrazione dell'esercito imperiale giapponese e nel 1866 venne nominato vice ministro della guerra.
Durante la Prima guerra sino-giapponese (1894–1895) Katsura comandò la 3ª divisione sotto il suo mentore, il feldmaresciallo Yamagata Aritomo. Durante la guerra, la sua divisione fece una memorabile marcia in pieno inverno dalle sponde nord-orientali del Mar Giallo sino a Haicheng, occupando infine Niuchwang, congiungendosi così con la 2ª armata con la quale si spostò poi verso la Penisola di Liaotung.
Dopo la guerra, egli venne elevato al titolo nobiliare di shishaku (子爵? visconte) sotto il sistema di parìa kazoku. Venne nominato inoltre 2º Governatore Generale di Taiwan del 2 giugno 1896 all'ottobre di quello stesso anno, sostituendo Kabayama Sukenori.
Nei successivi gabinetti di governo dal 1898 al 1901, egli prestò servizio come Ministro della Guerra.

### Primo ministro
Katsura Tarō prestò servizio come 11º, 13º e 15º primo ministro del Giappone e fu uno dei ministri rimasti in servizio più a lungo nello stato giapponese.

#### Il primo governo Katsura
Katsura divenne primo ministro del Giappone per la prima volta il 2 giugno 1901 e mantenne l'incarico per quattro anni e mezzo sino al 7 gennaio 1906, il che fu un record per l'epoca. Durante questi quattro anni di governo il Giappone emerse come la principale potenza imperialista dell'Asia orientale. Nell'ambito degli affari esteri, venne siglata l'Alleanza anglo-giapponese del 1902 il che portò poi alla vittoria sulla Russia nella Guerra russo-giapponese del 1904-1905. Durante il suo incarico, venne siglato anche l'Accordo Taft-Katsura per l'egemonia giapponese sulla Corea. Per la riuscita di queste pianificazioni, il re Edoardo VII del Regno Unito lo nominò Cavaliere di Gran Croce dell'Ordine del Bagno mentre l'imperatore Meiji lo nominò marchese.
Nell'ambito della politica interna, Katsura fu un politico estremamente conservatore che tentò il più possibile di distanziarsi dalla Dieta del Giappone e dai partiti politici, rispecchiando perfettamente la visione del suo mentore Yamagata Aritomo, il quale vedeva l'unica responsabilità politica nelle mani dell'imperatore. Egli si scontrò pertanto col partito Rikken Seiyukai, il principale partito d'opposizione guidato dal suo rivale principale, il marchese Saionji Kinmochi.
Nel gennaio del 1906, Katsura diede le proprie dimissioni dopo le controversie scoppiate a seguito del Trattato di Portsmouth (1905) che aveva posto fine alla guerra tra Giappone e Russia. Per i suoi servigi il 1º aprile 1906 venne insignito del Gran Cordone del Supremo Ordine del Crisantemo.

#### Il secondo governo Katsura
Katsura tornò al governo il 14 luglio 1908 rimanendovi sino al 30 agosto 1911. Durante questo suo periodo di governo, egli divenne noto per il Trattato di Annessione Corea-Giappone che venne siglato nel 1910. Egli inoltre promulgò un Atto delle Fabbriche nel 1911, che fu il primo atto per la protezione del lavoro in Giappone.
Katsura divenne sempre più impopolare durante la sua seconda tenuta di governo dal momento che la percezione popolare era quella che egli stesse utilizzando il suo incarico per incrementare la sua fortuna personale e per fare unicamente gli interessi della classe militare (gunbatsu) a scapito dell'interesse dei cittadini.
Dopo le sue seconde dimissioni, egli divenne kōshaku (公爵? principe), lord del sigillo imperiale e uno dei genrō.

#### Il terzo governo Katsura
La rinomina di Katsura per breve tempo alla carica di primo ministro dal 21 dicembre 1912 al 20 febbraio 1913 portò allo scoppio di nuove rivolte conosciute col nome di Crisi Taisho. La sua nomina venne vista come un complotto dei genrō per rovesciare il governo costituzionale.
Ad ogni modo, avendo perso la fiducia dei suoi compagni politici e del popolo, egli venne forzato a dimettersi nel febbraio del 1913 e gli successe Yamamoto Gon'nohyōe.

### Gli ultimi anni

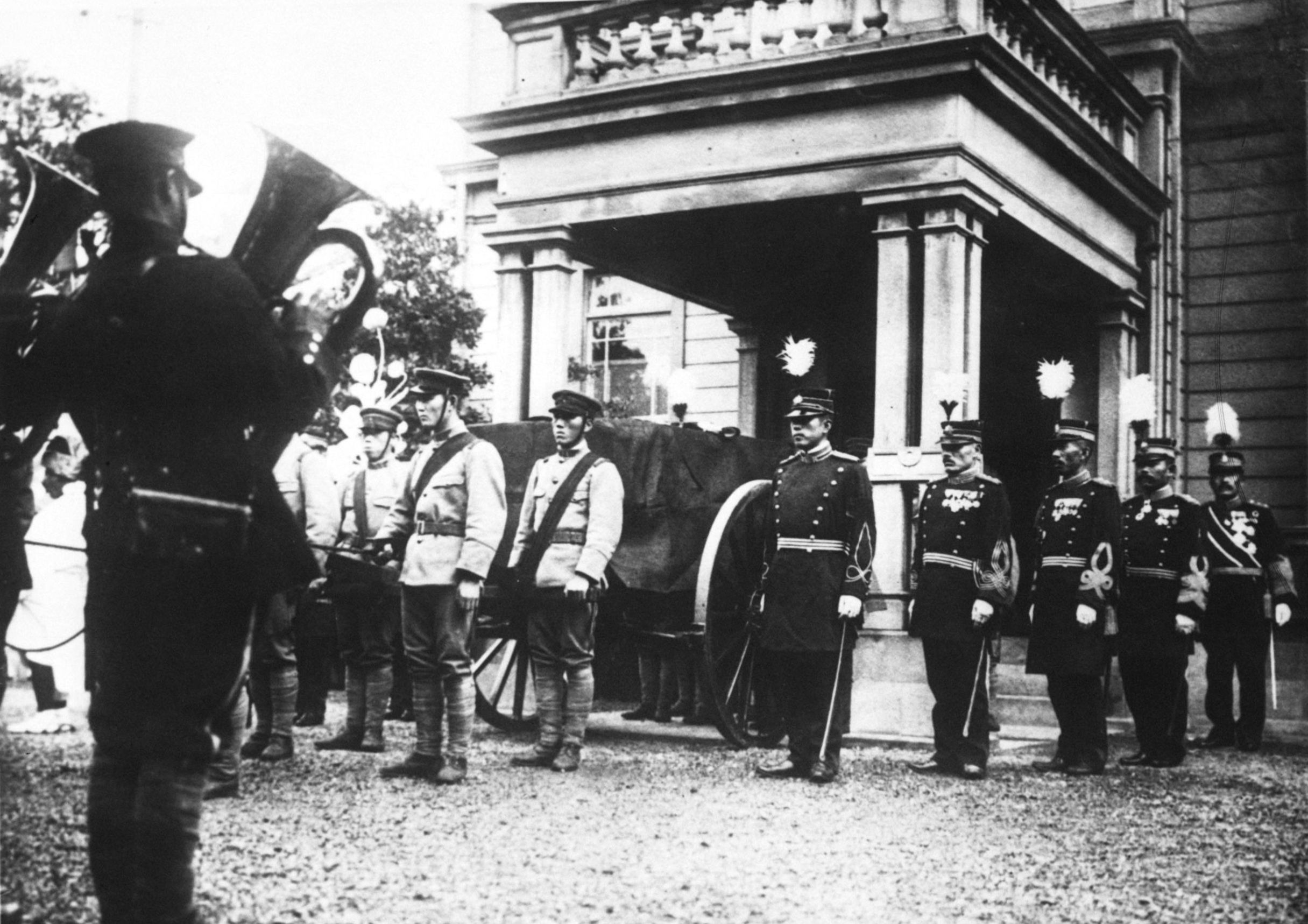
Il carro funebre lascia la residenza di Katsura diretto al tempio di Zōjō-ji nell'ottobre del 1913.

Katsura morì di cancro allo stomaco otto mesi dopo le sue dimissioni da primo ministro, il 10 ottobre 1913, all'età di 65 anni. Il suo funerale si tenne al tempio di Zōjō-ji presso Shiba,e venne sepolto nella tomba di Shōin Jinja, a Setagaya, Tokyo.